# Azat-Châtenet
Azat-Châtenet è un comune francese di 135 abitanti situato nel dipartimento della Creuse nella regione della Nuova Aquitania.

## Società

### Evoluzione demografica
Abitanti censiti